# Negresco

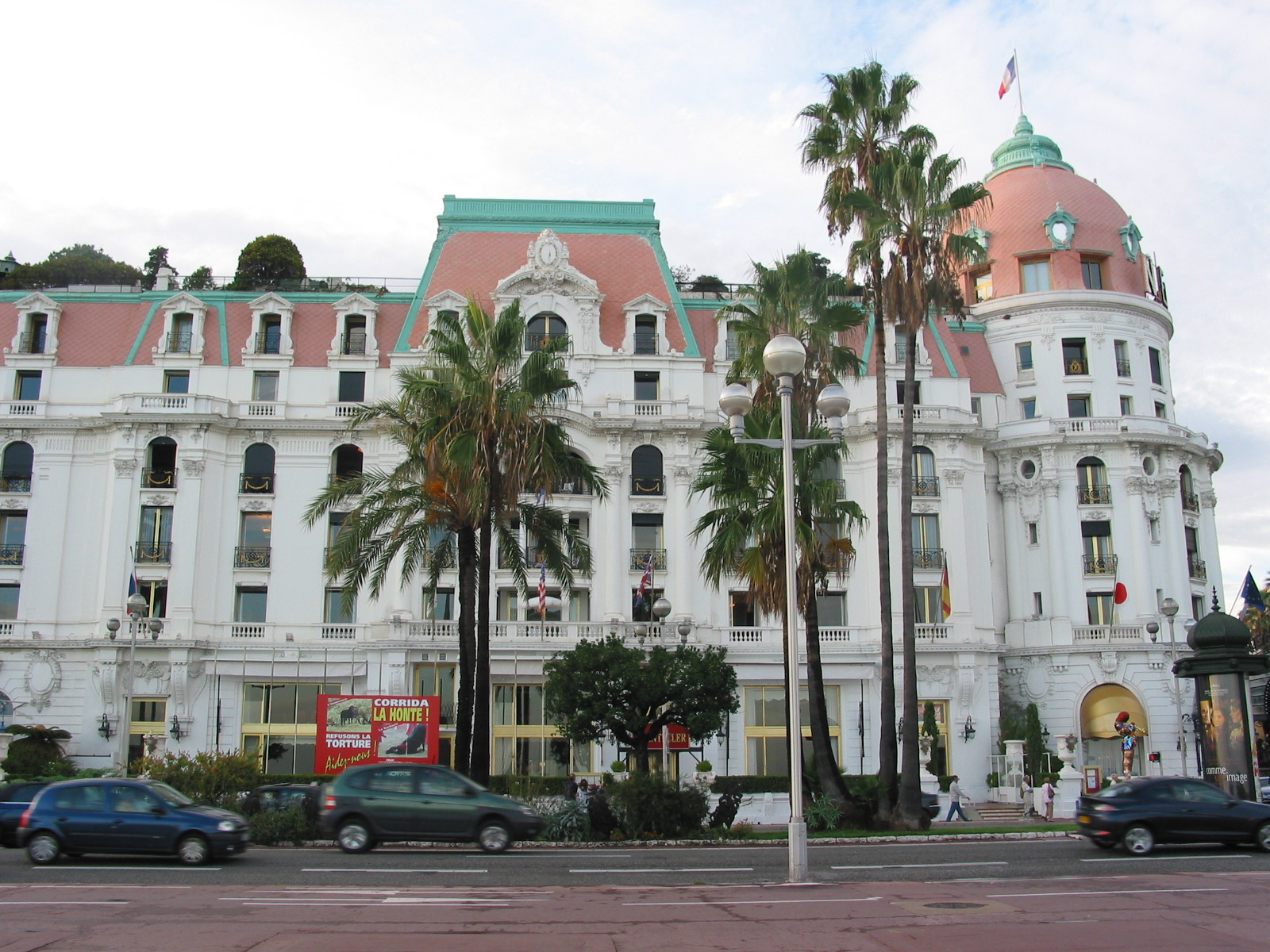
Hotel Negresco in Nizza

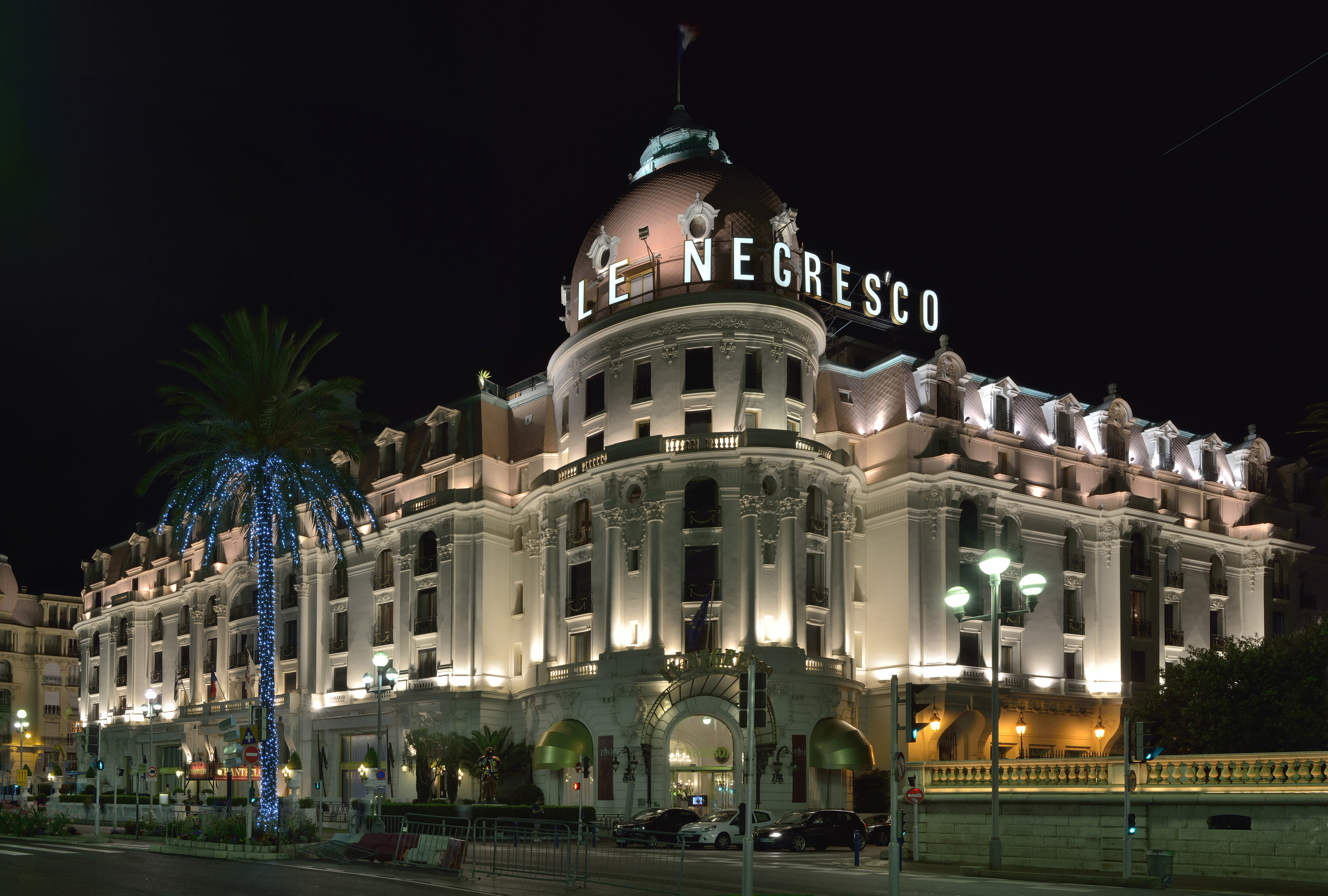
Hotel Negresco bei Nacht

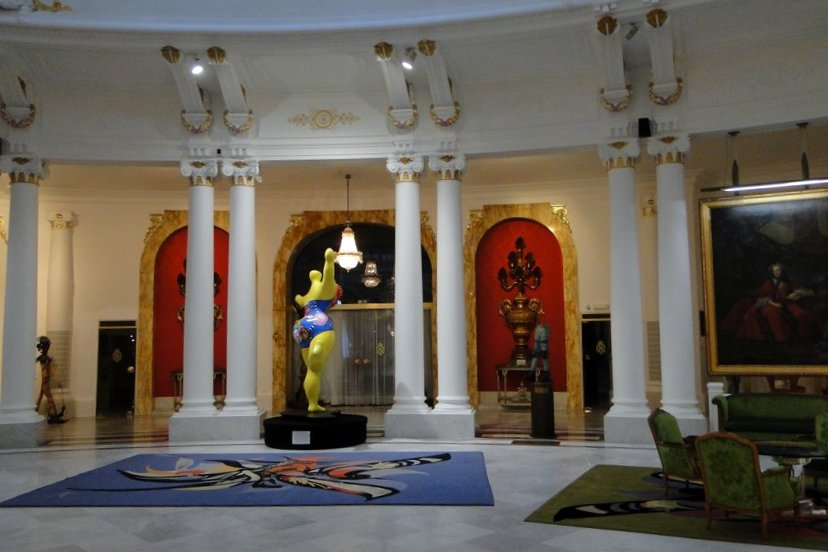
Hauptsaal

Das Hotel Negresco ist ein 1912 eröffnetes Luxushotel im Stil der Belle Époque an der Uferpromenade Promenade des Anglais in Nizza. 

## Beschreibung
Der Name stammt vom rumänischen Erbauer Henri Negresco (1868–1920), Architekt war Édouard Niermans (1859–1928). Das Negresco war 1928 Gründungsmitglied der renommierten Hotelvereinigung The Leading Hotels of the World.
Das Hotel hat 96 Zimmer und 21 Suiten. Jedes Zimmer ist in einem anderen Stil eingerichtet.
Das Hotel war sofort ein beliebter Treffpunkt für gekrönte Häupter und den internationalen Geldadel. Der Erste Weltkrieg ließ die Erfolge jedoch nicht lange andauern. Das Hotel wurde zu einem Militärhospital umfunktioniert. Auch nach dem Krieg wollten die alten Zeiten nicht zurückkehren. Auf Druck der Gläubiger von Henri Negresco wurde das Hotel bald darauf an belgische Investoren verkauft. Danach verlief die Entwicklung des Hotels sehr wechselhaft.
1957 wurde die Familie Augier zum Eigentümer. Jeanne Augier hat das Hotel im heutigen palastartigen Stil ausgestattet. Das Hotel beherbergt eine umfangreiche Kunstsammlung klassischer und auch zeitgenössischer Maler. Im Jahr 2003 wurde das Hotel vom französischen Staat als Baudenkmal eingestuft.
Nach dem Tod von Jeanne Augier am 7. Januar 2019 ist das Hotel im Eigentum der von ihr gegründeten Stiftung.

## Restaurant
Zum Hotel gehört das Restaurant Le Chantecler, das von 2012 bis 2019 mit zwei Michelinsternen ausgezeichnet wurde, danach mit einem Stern.